# واحد ۶۸۴
واحد ۶۸۴ (به انگلیسی: Unit 684) (کره‌ای: 684부대) یا گروه ۲۳۲۵ام (به انگلیسی: 2325th Group) (کره‌ای: ۲۳۲۵부대) یک واحد عملیات سیاه در نیروی هوایی جمهوری کره بود که برای انتقام گرفتن از عملیات غافلگیرانه کاخ آبی ایجاد شد و هدف آن ترور کیم ایل سونگ، رهبر کره شمالی در سال ۱۹۶۸، بود. این واحد از ۳۱ نیروی جدید شکل گرفت که بیشتر آنها از مجرمان خرده‌پا و جوانان بیکار بوده و به مدت سه سال در جزیره سیلمیدو، تحت تمرین‌های سخت و خشن قرار گرفتند. در سال ۱۹۷۱، مأموریت ترور رهبر کره شمالی لغو گردید و این واحد سر به شورش گذاشت، در نتیجه درگیری مسلحانه‌ای که در سئول بوقوع پیوست، بیشتر نیروهای این واحد کشته شدند. چهار نفر از آنها که در این درگیری زنده ماندند توسط دادگاه نظامی به مرگ محکوم شدند و حکم صادره در مورد آنها به اجرا گذاشته شد.

## شکل‌گیری
گروه ۲۳۲۵ام در روز ۱ آوریل ۱۹۶۸ به دستور رئیس جمهور پارک چونگ هی توسط سرویس اطلاعات ملی کره،  سازمان اطلاعاتی اصلی کره جنوبی ایجاد گردید. طبق اظهارات وزارت دفاع ملی بعد از ایجاد این گروه که نام واحد ۶۸۴ (unit 684) برای آن در نظر گرفته شد، به‌ صورت رسمی بخشی از گروه ۲۳۲۵ام نیروی هوایی جمهوری کره بود که ۳۱ غیرنظامی را به عنوان نیرو جذب کرد که یا بزهکار خرده پا یا جوانان بیکاری بودند که با وعده پول و شغل، در صورتی که در ماموریت موفق شوند، به این واحد پیوستند.
واحد ۶۸۴ به تلافی عملیات غافلگیرانه کاخ آبی شکل گرفت که یک تلاش نافرجام از سوی واحد ۱۲۴ کره شمالی برای ترور پارک بود و دو ماه قبل، در اواخر ماه ژانویه صورت گرفت. واحد ۱۲۴، یک واحد عملیات سیاه از نیروی عملیات ویژه ارتش خلق کره بود که به طور خاص برای ترور پارک ایجاد شد تا به صورت مخفیانه وارد منطقه غیرنظامی شده و در جهت ایجاد بحران سیاسی، او را در کاخ آبی در سئول به قتل برساند‌. هرچند، نیروهای واحد ۱۲۴ که یونیفورم نیروی زمینی جمهوری کره را بر تن داشتند در فاصله ۱۰۰ متری از کاخ آبی شناسایی شده و طی کمتر از یک هفته ۲۹ نفر از ۳۱ کماندو، کشته شدند. پارک تصمیم گرفت با تشکیل یک واحد نخبه عملیات سیاه متشکل از ۳۱ مرد با هدف ترور کیم ایل سونگ، رهبر کره‌شمالی، عملیات واحد ۱۲۴ را تلافی کند‌.
نیروهای واحد ۶۸۴، در سیلمیدو، یک جزیره کوچک غیرمسکونی دور از سواحل اینچئون در دریای زرد، آموزش دیده بودند‌. اعضاء این واحد به مدت سه سال تحت آموزش بسیار سختی قرار داشتند که طی این دوره آموزشی، ۷ نفر از آنها جان خود را از دست دادند‌.

## شورش
در پی پیشرفت در امر بهبود رابطه بین کره‌جنوبی و کره‌شمالی، ماموریت تروری که این واحد به خاطر آن آموزش دیده بود در ماه اوت ۱۹۷۱ لغو گردید‌.
در روز ۲۳ اوت ۱۹۷۱، افرادی که در این واحد تا انتهای دوره ماندگار شده بودند و تعداد آنها بالغ بر ۲۴ نفر می‌شد سر به شورش گذاشتند و به غیر از ۶ نگهبان، تمام افراد درون اردوگاه را کشتند و به سمت سرزمین اصلی روانه شدند که در آنجا یک اتوبوس را ربوده و به سمت سئول حرکت کردند. در بخش دابانگ-دونگ ناحیه دونگجاک، ارتش از ادامه حرکت اتوبوس جلوگیری کرد. طی درگیری رخ داده، تعداد شورشیان که هدف تیراندازی قرار گرفته و کشته شدند، یا اینکه با نارنجک دستی مبادرت به خودکشی کردند‌ بالغ بر بیست نفر گردید.